# Konrad I. (Württemberg)
Konrad I. von Beutelsbach (auch Konrad von Wirtinisberc, C(u)onradus de Wirdeberch) war Herr von Württemberg von 1083 bis 1110; erstmals erwähnt wurde er 1081.

## Leben

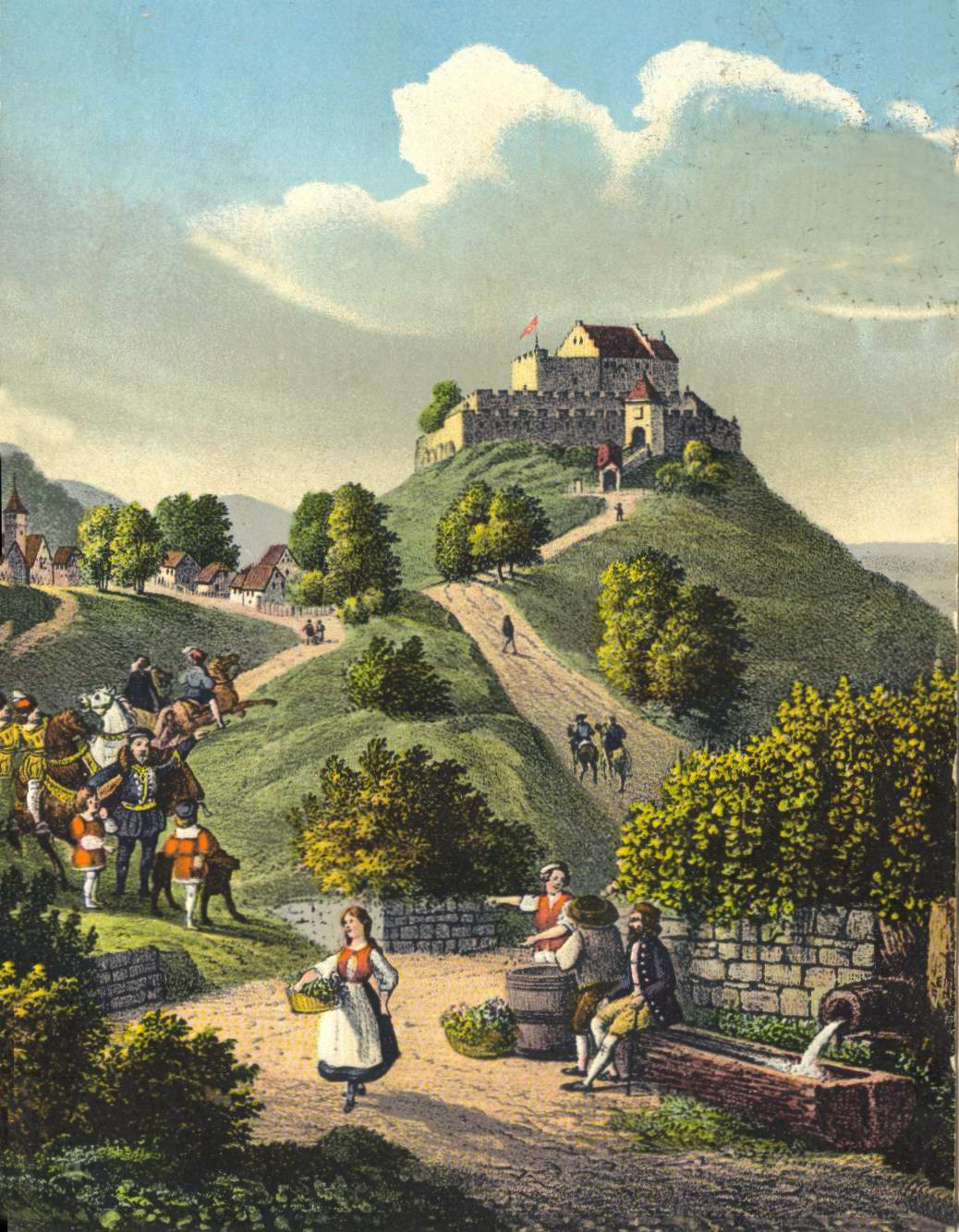
Burg Wirtemberg um 1600

Konrad war Sohn eines edelfreien Herrn von Beutelsbach und wahrscheinlich Nachkomme der salischen Herzöge Konrad I. und Konrad II. von Kärnten. Er war ein Bruder des Hirsauer Abtes Bruno von Beutelsbach († 1120).
Die Gemahlin von Konrad war eine nicht näher bekannte Frau mit überliefertem Namen Werntrud.
Konrad erbaute um das Jahr 1083 eine Burg auf dem Wirtenberg (Wirtemberg) beim heutigen Stuttgart-Untertürkheim. Er verlegte seinen Wohnsitz von Beutelsbach dorthin und benannte sich selbst nach der neuen Burg.
Er gilt somit als Gründer des Stammsitzes des späteren Geschlechts derer von Württemberg, hatte aber vermutlich selbst keine Kinder. Das eigentliche Haus Württemberg geht wahrscheinlich auf die Nachfahren von Konrads Schwester Liutgart von Beutelsbach und ihren namentlich unbekannten Gemahl zurück.
Unter seinem neuen Namen Konrad von Württemberg erscheint der Beutelsbacher ohne genauere Zeitangabe, ohne Zweifel aber zwischen den Jahren 1089 bis 1092, als Zeuge beim sogenannten Bempflinger Vertrag der Grafen Kuno von Wülflingen und Liutold von Achalm mit ihrem Neffen Graf Werner von Grüningen. Am 2. Mai 1092 wird er in Ulm erwähnt, wiederum als Zeuge bei seiner Übergabe von Gütern an das Kloster Allerheiligen zu Schaffhausen in der Umgebung der Herzöge Berchtold und Welf. Dies ist bisher die erste Nennung des Namens in einer vollständigen, freilich nicht eigentlich originalen Urkunde. Konrad kommt in beiden Fällen in engem Verbund mit Anhängern der dem Kaiser Heinrich IV. feindlich gesonnenen Partei im Rahmen des Investiturstreits vor. Mit seiner politischen Stellung steht auch die Herbeiziehung des Wormser Bischofs zur Einweihung der Burgkapelle, anstatt des Konstanzer Bischofs, in dessen Sprengel diese Kapelle lag, im Einklang, denn der Wormser Bischof war ebenfalls der gegen den Kaiser gerichteten päpstlichen Partei zuzuordnen. Der Umzug Konrads von Beutelsbach im Remstal auf den Württemberg bei Stuttgart ließe sich auch damit erklären, dass Beutelsbach eingekeilt zwischen dem Besitz der Staufer in Waiblingen und Schorndorf lag. Die Staufer waren mit Herzog Friedrich I. seit 1079 im Besitz des Herzogtums Schwaben und durch Friedrichs Ehe mit der Kaisertochter Agnes von Waiblingen eng mit dem Kaiserhaus verbunden. Nach der Schlacht bei Hohenmölsen im Oktober 1080 und dem Tod des Gegenkönigs Rudolf von Rheinfelden geriet die päpstliche Partei stark unter Druck. Dies mag Konrad bewogen haben, seinen Sitz mitten im Remstal weiter nach Westen ins Neckartal zu verlegen.
Etwa in den Jahren 1080 bis 1087 hatte Konrad dem Hirsauer Schenkungsbuch zufolge bei einer Vergabe seines Bruders Bruno von Hirsau mitgewirkt. Sowohl er als auch seine Gattin zeigten sich dem Kloster, das im Investiturstreit auf Seiten des Papstes stand, wohlwollend. Konrad wird in dem Hirsauer Schenkungsbuch als „mächtiger Mann unter den Schwaben“ bezeichnet.